# Salvador Lluch Claramunt
Salvador Lluch Claramunt (Puçol, 1905 - ?) va ser un polític i sindicalista valencià.

## Biografia
Nascut en la localitat valenciana de Puçol en 1905, en la seva joventut va treballar per a la Caixa de Previsió Social de València. Va estar afiliat al Sindicat de Treballadors de les Caixes de Previsió de la UGT i al PSOE. Després de l'esclat de la Guerra civil va passar a formar part del comissariat polític de l'Exèrcit Popular de la República. Arribaria a exercir com a comissari polític de la 58a Brigada Mixta. Després del final de la contesa es va exiliar a França, on va formar part de les estructures del PSOE en l'exili.
En 1972, després del XXV Congrés del PSOE, va seguir al sector liderat Rodolfo Llopis i després de l'escissió del partit es va unir al PSOE-h, en representació de les seccions socialistes de París i Caracas. Entre 1974 i 1976 va ser vocal del Comitè Nacional del PSOE-històric.